# Бургведель
Бу́ргведель (нім. Burgwedel) — місто в Німеччині, розташоване в землі Нижня Саксонія. Входить до складу району Ганновер.
Площа — 151,96 км2. Населення становить 20 123 ос. (станом на 31 грудня 2021).